# Bestorre
Una bestorre es una torre defensiva de planta semicircular o rectangular, con el frente interior (gola) abierto, presente en numerosos recintos amurallados adosada siempre al lienzo de muralla. Por otra parte, la bestorre se puede referir también a las torretas, a veces similares a garitas, construidas sobre una muralla para facilitar las condiciones de vigilancia.

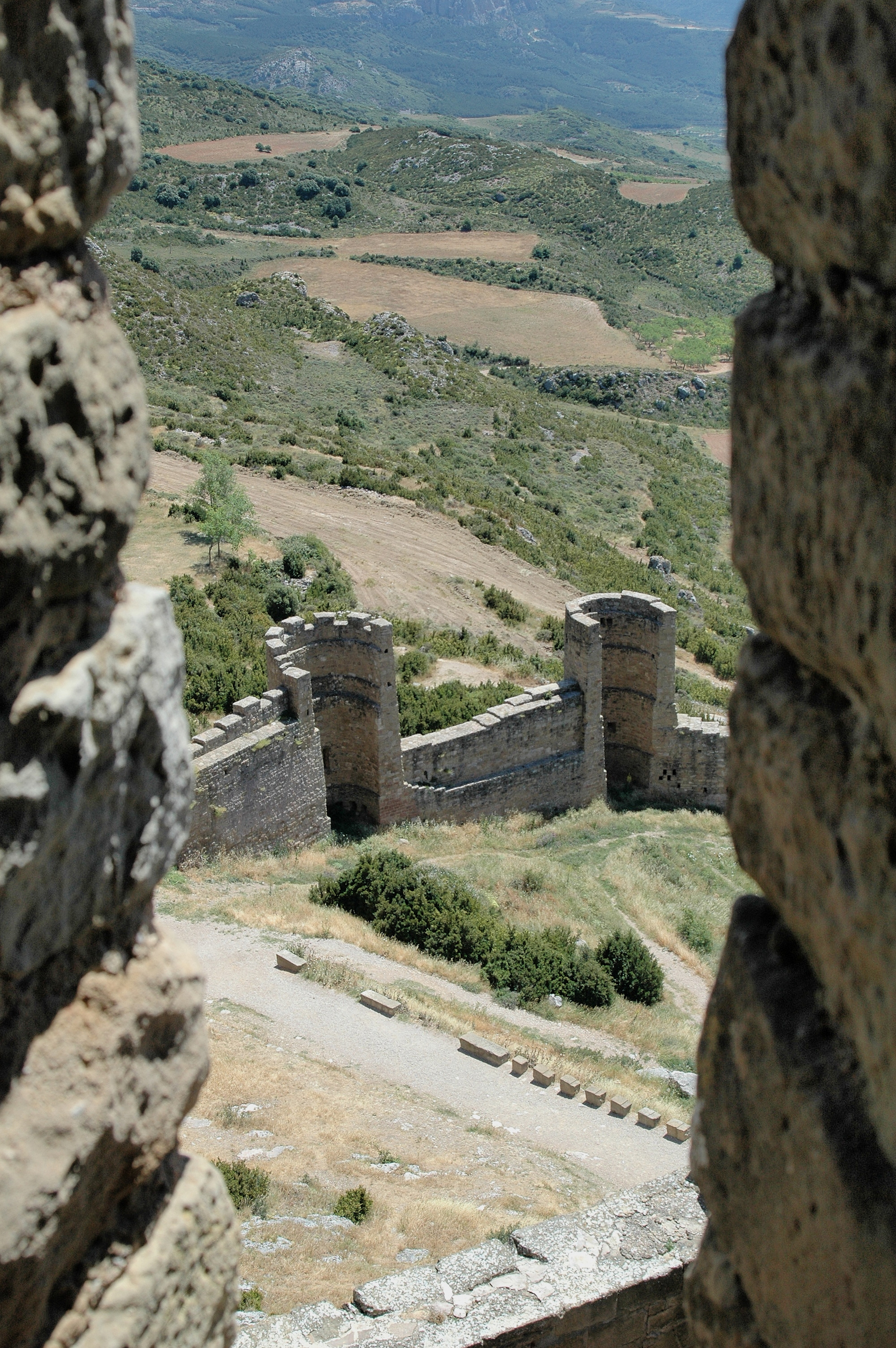
Vista de bestorres semicirculares en el Castillo de Loarre (1290)

## Descripción
Este tipo de disposición defensiva se empleaba en murallas urbanas donde el atacante, sorteada la muralla, no encuentra protección frente a ataques desde el interior. Además tal circunstancia suponía un ahorro de costes y de tiempos en su construcción.
Podía ser semicircular (ejemplos en Loarre, Castillo de San Miguel de la Vall) o cuadrangular (ejemplos en el Cerco de Artajona, Castillo de Castellví o Pals).

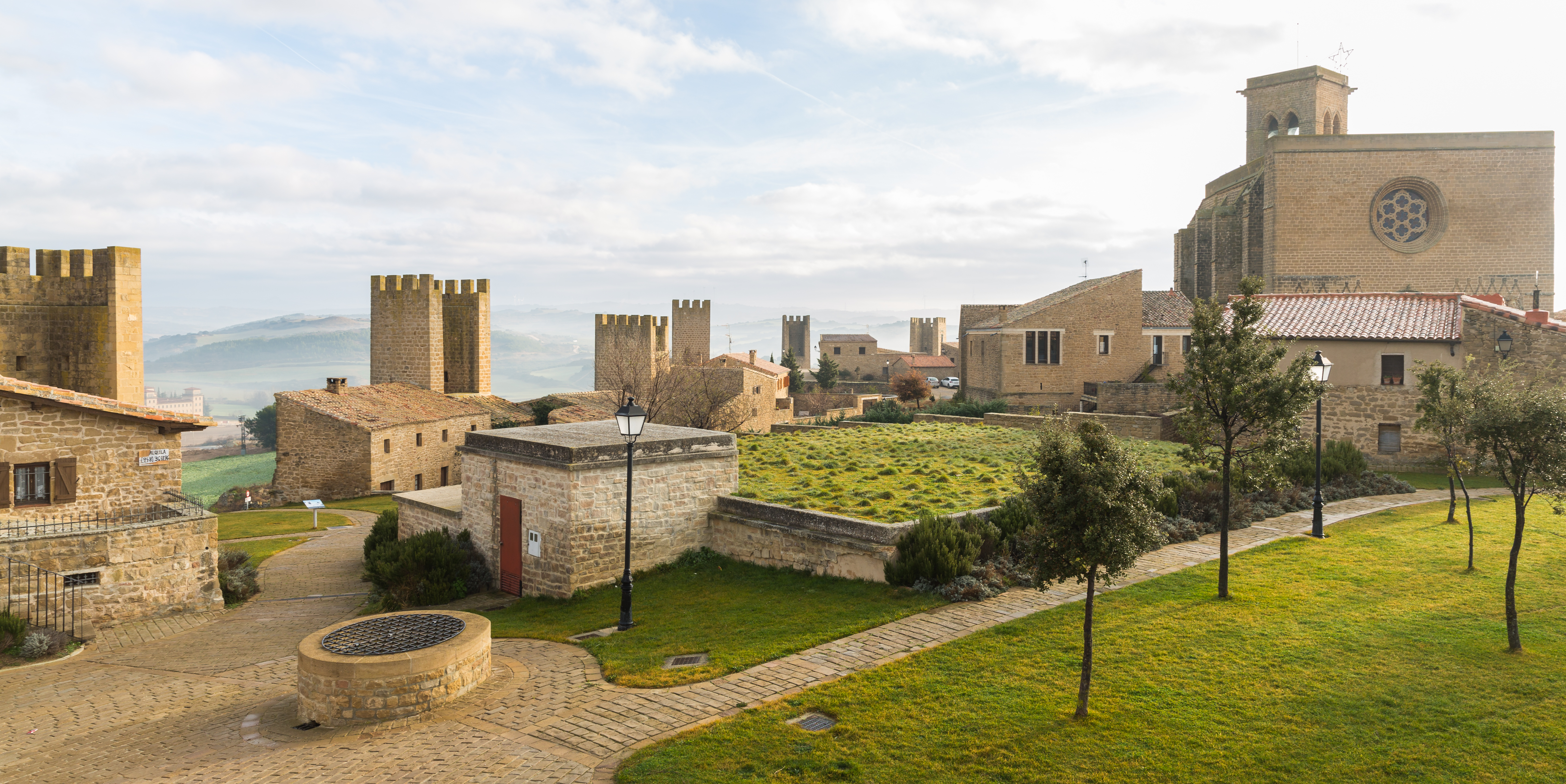
Bestorres rectangulares en el Cerco de Artajona (Navarra).

Hay varios casos de recintos donde están presentes ambos tipos: en Mansilla de las Mulas (León), en Toledo, así como en el Castillo de Claramunt (Noya) o en el Castillo de Montsoriu (La Selva), etc.